# Horváth Renáta
Horváth Renáta (1961. augusztus 3. –) válogatott labdarúgó, hátvéd.

## Pályafutása

### Klubcsapatban
A Renova játékosa volt. A csapattal, két alkalommal nyert magyar bajnoki címet.

### A válogatottban
1985-ben egy alkalommal szerepelt a válogatottban.

## Sikerei, díjai
- Magyar bajnokság
  - bajnok: 1989–90, 1991–92
  - 2.: 1984–85, 1985–86, 1986–87, 1987–88, 1990–91
  - 3.: 1988–89

## Statisztika

### Mérkőzése a válogatottban
| Magyarország | Magyarország      | Magyarország | Magyarország  | Magyarország | Magyarország | Magyarország | Magyarország | Magyarország |
| #            | Dátum             | Helyszín     | Hazai         | Eredmény     | Vendég       | Kiírás       | Gólok        | Esemény      |
| ------------ | ----------------- | ------------ | ------------- | ------------ | ------------ | ------------ | ------------ | ------------ |
| 1.           | 1985. április 14. | Pozsony      | Csehszlovákia | 2 – 2        | Magyarország | barátságos   | -            | becserélve   |
|              | Összesen          |              |               | 1            | mérkőzés     |              | 0            | gól          |